# Peter Purves Smith
Peter Purves Smith, né Charles Roderick Purves Smith le 26 mars 1912 et mort le 23 juillet 1949, est un artiste peintre australien.

## Biographie
Peter Purves Smith est né en 1912.
Il quitte le Royal Australian Naval College sans avoir obtenu son diplôme à la fin de 1929. Il passe quelques années dans l'agriculture jusqu'au suicide de son père en 1932. Après quelques années de sport et de voyage, sur une suggestion de sa sœur, il fréquente la Grosvenor School of Modern Art (en) à Londres entre 1935 et 1936. Il revient à Melbourne et étudie à l'école dirigée par George Bell.
Il est mort en 1949.